# Puccinellia vaginata
Puccinellia vaginata är en gräsart som först beskrevs av Johan Martin Christian Lange, och fick sitt nu gällande namn av Merritt Lyndon Fernald och Charles Alfred Weatherby. Puccinellia vaginata ingår i släktet saltgrässläktet, och familjen gräs. Inga underarter finns listade i Catalogue of Life.